# Hospital de la Costa Occidental de Huelva
El Hospital de la Costa Occidental de Huelva (también llamado CHARE de la Costa o CHARE de Lepe ) es un centro hospitalario público en construcción en el municipio de Lepe, provincia de Huelva. A marzo de 2021 quedan por realizarse sus accesos de conexión con la A-49 y diferentes reparaciones en el edificio, necesarias para su apertura.

## Historia
El Hospital de Alta Resolución de Lepe forma parte de la red de centros sanitarios prometida en el año 2005 por el entonces presidente de la Junta de Andalucía Manuel Chaves para que toda la población de la comunidad se encontrara a menos de 30 minutos de algún hospital. La consejera de Salud de aquel gobierno, María Jesús Montero, prometió la construcción de veintiséis de estos centros en toda Andalucía, de los que tres se ubicarían en la provincia de Huelva: el CHARE de Lepe, el CHARE de Bollullos y el CHARE de Aracena. Ninguno de los tres centros proyectados se encuentra actualmente en uso tras sufrir diferentes retrasos en su construcción.

### Construcción del centro
El Ayuntamiento de Lepe firmó en 2005 un convenio con la Junta de Andalucía para la construcción del Hospital de Alta Resolución de la Costa Occidental de Huelva en su término municipal, junto al paso de la  HU-4400  sobre la  A-49 . En dicho convenio, el ayuntamiento se comprometía a realizar de acceso y a realizar las acometidas de agua y electricidad para el nuevo hospital, aunque posteriormente ha rechazado, matizado o calificado de "caducadas" estas obligaciones. Surgió además otra disputa entre la administración local y autonómica en torno al uso forestal de los terrenos donde iría ubicado el centro, que se solucionó mediante la cesión de los terrenos propiedad del Instituto Andaluz de Reforma Agraria (IARA). La puesta en funcionamiento del CHARE había sido prevista para 2008, aunque las obras se iniciaron en diciembre de 2007 con un plazo de ejecución aproximado de 36 meses.
En enero de 2016 concluyeron las obras del hospital, aunque el centro permaneció cerrado por la falta de accesos por carretera.

### Construcción de los accesos y abastecimiento
El ayuntamiento llegó en febrero de 2016 a un acuerdo con el Ministerio de Fomento, gestionado por Ana Pastor, por el que el Gobierno de España realizaría dos rotondas en el paso de la  HU-4400  sobre la  A-49  y aprovecharía la vía de servicio para hacer la carretera de acceso al hospital. Dicho acuerdo fue firmado en marzo de 2016 y las obras comenzaron en enero de 2020 en dos fases: rotondas y vía de servicio.
La Junta de Andalucía anunció su apertura para inicios de 2021, aunque poco después rectificó y amplió el plazo hasta el final de la legislatura. En febrero de 2021, la administración autonómica anunció que se contemplaba la apertura de un Centro de Alta Resolución (CARE) ante la imposibilidad poner en marcha un centro hospitalario y volvió a rectificar poco después asegurando que se trataría de un hospital.
En marzo de 2021 la Junta de Andalucía anunció el concierto del Hospital Virgen de la Bella, en Lepe, durante tres meses por valor de 2,8 millones de euros, mientras se concluían las obras de accesos al CHARE. Al mismo tiempo, reclamaba al Gobierno de España la finalización de la carretera de acceso, que según la delegada del Gobierno en Andalucía se encuentra presupuestada y a la espera de concluir la tramitación administrativa para iniciar las obras. A finales de mes se anunció el acuerdo entre el SAS y el ayuntamiento de Lepe por el que 
este último asumirá el coste las acometidas de suministros de agua, electricidad y alcantarillado.
El Ayuntamiento de Lepe anunció a inicios de abril de 2021 el inicio de las obras de abastecimiento de agua para el día 14 de ese mes.